# Posmatranje kitova
Posmatranje kitova (engl. whale watching) je turistička aktivnost koja podrazumeva organizovano praćenje i posmatranje kitova u njihovom prirodnom staništu. Ova praksa se obično obavlja sa brodova, ali može uključivati i posmatranje sa obale ili kroz specijalne ture za ronjenje. Posmatranje kitova postalo je popularno krajem 20. veka, kao deo ekoturizma, i danas privlači milione turista širom sveta.
Osim što omogućava jedinstveno iskustvo približavanja ovim morskim sisarima, posmatranje kitova ima i važnu edukativnu i ekološku funkciju. Ova aktivnost pomaže u podizanju svesti o očuvanju okeanskih ekosistema, a u mnogim regionima predstavlja značajan izvor prihoda za lokalne zajednice. Međutim problem se javlja jer su kitovi najviše ugroženi zbog brodskog saobraćaja, s obzirom na to da se rute velikih plovila često preklapaju sa migracionim putevima kitova, što dovodi do sudara i uznemiravanja ovih životinja. Pored toga, uprkos brojnim međunarodnim naporima za zaštitu kitova, kitolov je i dalje dozvoljen u pojedinim razvijenim zemljama, poput Japana, Norveške, Islanda i Farskih ostrva.
Postoji i tradicionalni lov na kitove koji sprovode autohtoni narodi, poput Inuita (Eskima) i određenih pacifičkih naroda. Ovaj lov se vrši u malim razmerama i smatra se kulturnom praksom, te ne predstavlja značajnu pretnju populacijama kitova.

## Istorija posmatranja kitova
Prva zvanična tura za posmatranje kitova održana je 1950. godine u Kaliforniji, kada su turisti sa obale mogli da posmatraju sezonske migracije sivih kitova. Ova inicijativa privukla je veliki interes, što je ubrzo dovelo do uspostavljanja komercijalnih tura brodom, koje su se proširile i na druge regione. Tokom 1960-ih i 1970-ih godina, posmatranje kitova postalo je popularno u Kanadi i Australiji, gde su lokalne zajednice počele da organizuju ture kako bi privukle turiste i obezbedile alternativne izvore prihoda. Ovaj trend je nastavljen i tokom 1980-ih, kada je ekoturizam dobio zamah u okviru sve veće svesti o očuvanju prirodnih resursa i potrebi zaštite ugroženih vrsta. U 1990-im godinama, Island, Norveška, Meksiko, Šri Lanka, Kostarika, Južna Afrika i Novi Zeland postali su poznate destinacije za posmatranje kitova, privlačeći hiljade posetilaca godišnje. Istovremeno, mnoge države su počele da usvajaju zakone i regulative kako bi zaštitile kitove od uznemiravanja usled sve većeg broja tura. Ove regulative uključuju ograničenja u vezi sa brojem brodova, minimalne udaljenosti od kitova i ograničenje trajanja tura, kako bi se smanjio stres koji turisti mogu prouzrokovati životinjama. Danas je posmatranje kitova globalna industrija koja godišnje privlači preko 13 miliona ljudi u više od 100 zemalja, generišući značajan prihod za lokalne zajednice.

## Način posmatranja kitova
Postoji nekoliko metoda posmatranja kitova, u zavisnosti od lokacije i željenog iskustva. Najčešći načini uključuju posmatranje sa broda, sa obale i podvodno posmatranje.

#### Posmatranje sa broda
Najpopularniji način, koji omogućava turistima da se približe kitovima uz vođstvo stručnjaka. Pravila obično zahtevaju minimalnu udaljenost od 100-200 metara kako bi se sprečilo uznemiravanje kitova. 

#### Posmatranje sa obale
Na mestima gde kitovi migriraju blizu obale (npr. Island, Južna Afrika), turisti mogu posmatrati kitove bez korišćenja brodova. Ova metoda je ekološki prihvatljivija i često uključuje osmatračnice. 

#### Podvodno posmatranje
Neke destinacije, poput Tonge i Norveške, nude ture ronjenja ili snorkelinga, gde turisti mogu plivati blizu kitova. Iako je ovo uzbudljivo iskustvo, potrebne su stroge regulative zbog potencijalnog rizika za kitove i ronioce. 

#### Korišćenje dronova
Dronovi omogućavaju posmatranje kitova iz vazduha bez uznemiravanja, pružajući jedinstvene snimke i istraživačke podatke. 

## Popularne destinacije za posmatranje kitova

#### Kanada (Nova Škotska, Britanska Kolumbija)
Kanada je domaćin različitim vrstama kitova, uključujući sive kitove, beluge i plave kitove. Najpoznatija mesta za posmatranje su Halifaks i Fandi zaliv , koja su idealna zbog visokog nivoa plime i bogatstva planktona koji privlači kitove. Fandi zaliv je poznat po jednom od najvećih raspona plime i oseke na svetu, što omogućava bogatu koncentraciju hrane, pa se svake godine ovde okupljaju brojne vrste kitova tokom letnje sezone.

#### Island (HusevikiAkirejri)
Island je jedno od najboljih mesta za posmatranje kitova u Evropi. U okolini Husevika i Akirejri, poznata je po bogatom morskom životu i čistim vodama. Ovde se mogu videti kitovi perajara, sivi kitovi i ulješare. Zbog relativno plitkih voda i blizine obale, turisti često imaju priliku da kitove posmatraju iz blizine. Sezona traje od aprila do oktobra, kada kitovi dolaze u severne vode da se hrane.

#### Norveška (Tromse)
Norveška je poznata po turama posmatranja kitova, naročito u Tromse, gde su zimski meseci najbolji period za posmatranje orki i kitova ulješara. Orke dolaze sa velikim grupama u lov na haringe, što omogućava uzbudljive prizore za turiste. Ture se organizuju i sa kopna i sa brodova, a polarna svetlost zimi čini ovu lokaciju još atraktivnijom.

#### Obala Južne Afrike (Hermanus)
Obala Južne Afrike, posebno oko grada Hermanus, jedno je od najboljih mesta na svetu za posmatranje kitova sa kopna. Tokom sezone, od juna do novembra, južni glatki kitovi dolaze ovde na parenje i rađanje mladunaca. Hermanus je čak poznat kao „prestonica kitova“ u Južnoj Africi i domaćin je godišnjeg festivala posvećenog posmatranju kitova.

#### Australija (Harvi Bej, Biron Bej)
Australija je poznata po migracijama grbavih kitova, koji prelaze hiljade kilometara iz Antarktika do toplijih voda Australije. Harvi Bej i Biron Bej su popularne destinacije za posmatranje grbavih kitova od juna do novembra, kada kitovi dolaze da se pare i rađaju mladunce. Ova mesta su poznata po mirnim vodama koje pružaju utočište kitovima tokom njihovih migracija.

#### Meksiko (Baha Kalifornija, Puerto Valjarti, Los Kabos)
Meksiko je poznat po posmatranju kitova, posebno u Baha Kaliforniji, gde zimi dolaze grbavi i sivi kitovi da se pare i rađaju mladunce. Najpoznatije lokacije su Laguna San Ignasio i  Magdalena Bej, gde sivi kitovi često prilaze turistima iz radoznalosti. U Puerto Valjarti, grbavi kitovi su prisutni od decembra do marta u zalivu Baia de Banderas, dok je Los Kabos idealan za posmatranje njihovih spektakularnih skokova i "pesama". Ove regije su poznate po prijateljskom ponašanju kitova prema ljudima.

#### Šri Lanka (Mirisa)
Šri Lanka je poznata po turama za posmatranje plavih kitova, naročito u blizini obale Mirise. Od novembra do aprila, plavi kitovi i kitovi perajar migriraju kroz ove vode, privučeni bogatim resursima hrane. Mirisa je jedno od retkih mesta na svetu gde se plavi kitovi mogu videti relativno blizu obale.

#### Kostarika (Dreik Bej, Puero Jimenez)
Kostarika je odlično mesto za posmatranje grbavih kitova koji migriraju u vode Dreik Bej i Puero Jimenez na poluostrvu Osa. Zahvaljujući dvostrukoj migraciji sa severne i južne hemisfere, kitove je moguće posmatrati tokom većeg dela godine, posebno od jula do oktobra i od decembra do marta. Grbavi kitovi su poznati po impresivnim skokovima i karakterističnim "pesmama".

## Ekološki uticaj i značaj
Posmatranje kitova može imati i pozitivne i negativne ekološke posledice. Iako ova aktivnost doprinosi očuvanju okeanskih ekosistema, takođe nosi određene izazove za zaštitu životinja.

##### Pozitivni uticaji:
Posmatranje kitova pomaže u podizanju svesti o važnosti očuvanja morskih ekosistema i ugroženih vrsta. Ovo može rezultirati većim podržavanjem zakona i inicijativa za zaštitu kitova i njihovih staništa, kao i širenju znanja o njihovoj ekološkoj ulozi u održavanju ravnoteže u okeanskim ekosistemima. Povećana pažnja prema ovim životinjama može podstaći vlade, organizacije i lokalne zajednice da investiraju u istraživanje i očuvanje morskih ekosistema, čime se dugoročno podržava zaštita biodiverziteta.

##### Podsticanje ekoturizma:
Posmatranje kitova donosi važan prihod lokalnim zajednicama, što smanjuje potrebu za iskorišćavanjem prirodnih resursa, kao što su  ribolov ili seče šuma. Ekoturizam baziran na posmatranju kitova podstiče održivi razvoj jer promoviše odgovorno korišćenje prirodnih resursa, što smanjuje negativne ekološke uticaje tradicionalnih oblika turizma. Ovaj oblik turizma doprinosi dugoročnoj zaštiti morskih ekosistema jer veća ekonomska zavisnost od zdravih ekosistema motiviše zajednice da očuvaju prirodne resurse za buduće generacije.

##### Negativni uticaji:
Iako posmatranje kitova sa odgovarajuće udaljenosti obično ne ugrožava životinje, preblizak kontakt, prekomeran broj brodova ili drastične promene u ponašanju turista mogu izazvati stres kod kitova, što može uticati na njihovu migraciju, ishranu i parenje. Kitovi mogu postati zbunjeni, skloniji bežanju ili čak prestati sa hranjenjem u područjima gde se prečesto vrše ture, što može imati dugoročne posledice na njihov opstanak. Takođe, buka koju proizvode brodovi i druge ljudske aktivnosti može ometati komunikaciju kitova, što je ključno za njihove migracije i socijalne interakcije. U ekstremnim slučajevima, prekomerni ljudski uticaj može čak dovesti do smanjenja broja kitova u određenim oblastima.

##### Zagađenje:
Turističke aktivnosti, poput brodskog saobraćaja, doprinose zagađenju okeana. Poseban problem predstavljaju brodske rute koje se preklapaju sa migracionim putevima kitova, što ugrožava ove životinje i ometa njihovo prirodno kretanje. Zvuk brodova može uticati na kitove koji koriste sonar za navigaciju i komunikaciju.
Da bi se umanjili negativni uticaji, mnoge zemlje su uvele stroge regulative koje ograničavaju broj poseta određenim područjima, kao i obavezne smernice za ponašanje tokom tura.

## Pravni okvir i regulative

### Međunarodna regulativa

###### IWC (Međunarodna komisija za lov na kitove)
IWC je međunarodna organizacija koja reguliše kitolov i ima ključnu ulogu u zaštiti ovih životinja. Osnovana 1946. godine, IWC donosi odluke o lovu na kitove i propisuje kvote koje ograničavaju broj kitova koji se mogu uloviti. Takođe, IWC prati stanje populacija kitova i razvija strategije za očuvanje ugroženih vrsta, poput plavog i grbavog kita.

###### CMS (Konvencija o očuvanju migratornih vrsta)
CMS je međunarodni sporazum koji štiti migratorne vrste, uključujući kitove, kroz zajedničke napore zemalja kroz koje ove vrste migriraju. Potpisnice CMS-a se obavezuju da će usmeriti svoje aktivnosti ka zaštiti migratornih vrsta i njihovih staništa, uzimajući u obzir njihove migracione rute. Ova konvencija pomaže u očuvanju kitova koji prelaze velike udaljenosti i prolaze kroz više teritorijalnih voda.

### Nacionalni zakoni
Svaka zemlja koja praktikuje posmatranje kitova ima specifične zakone koji regulišu ovu aktivnost. Ovi zakoni obično uključuju propise o minimalnoj udaljenosti brodova od kitova kako bi se smanjio stres na životinje i obezbedila njihova zaštita. Takođe, mnoge zemlje, poput SAD-a, Kanade, Australije i Novog Zelanda, imaju zakonodavne okvire koji regulišu broj tura i vrstu brodova koji se koriste u komercijalnim turama, kako bi se smanjio njihov negativni uticaj na kitove.

### Pravila za ture
Komercijalni operateri posmatranja kitova moraju poštovati smernice koje uključuju minimalnu udaljenost od kitova, brzinu plovidbe i obuku vodiča. Ove smernice su osmišljene da smanje negativan uticaj na životinje i obezbede sigurno i odgovorno posmatranje. Obuka vodiča često uključuje edukaciju o ponašanju kitova, kako bi turisti razumeli kako da se ponašaju u prisustvu ovih životinja, a brodovi su obavezani da se kreću sporije i održavaju dovoljnu udaljenost od kitova kako bi se izbeglo uznemiravanje.

## Zanimljivosti
Kitovi koriste zvuke za komunikaciju i navigaciju, a neki mogu emitovati zvuke koji putuju i do 1600 km.
Plavi kit je najveća životinja na svetu, može doseći dužinu od 30 metara i težinu do 180 tona. Srce plavog kita može težiti kao celo vozilo, a njegov jezik sam po sebi težak kao odrasli slon. Ovi kitovi mogu da preplivaju velike udaljenosti, čak do 20.000 kilometara godišnje, migrirajući između hranilišta i područja za parenje.
Grbavi kitovi migriraju na stotine kilometara između hranilišta i mesta gde se pare i rađaju. Tokom migracije, grbavi kitovi se hrane u hladnijim, hranljivim vodama, a zatim putuju u toplije tropske vode, gde parenje i rađanje mladunaca omogućava sigurnost i optimalne uslove za njihov razvoj. Takođe poznati su po tome što  imaju jedinstven obrazac plivanja, često pomerajući rep u obliku „S“ dok se kreću kroz vodu.
Kitovi ubice, poznati i kao orke, su najkrvoločniji predatori u okeanima i mogu loviti čak i velike vrste kitova. Iako su članovi porodice delfina, orke su izuzetno društvene i koriste složene tehnike lova, često u koordiniranim grupama.
Jedan od najpoznatijih trenutaka u posmatranju kitova je „skok iz vode“ , kada se kit izdiže iznad površine i spektakularno prska pri povratku. Ovaj prizor često prati snažan udarac peraja po vodi, što se smatra oblikom komunikacije među kitovima.

## Literatura
- Kelsey, Elin, Watching Giants: The Secret Lives of Whales, University of California Press, Berkeley, 2009.
- Pyenson, Nick, Spying on Whales: The Past, Present, and Future of Earth's Most Awesome Creatures, Viking, New York, 2018.

## Spoljašnje veze
- Zvanični sajt Međunarodne komisije za lov na kitove (IWC)
- Nacionalna uprava za okeane i atmosferu (NOAA)
- Organizacija za zaštitu kitova i delfina (VDC)
- Konvencija o očuvanju migracionih vrsta (CMS)